# One Dollar Bid
Pour plus de détails, voir Fiche technique et Distribution.
One Dollar Bid est un film américain réalisé par Ernest C. Warde, sorti en 1918.

## Fiche technique
- Titre : One Dollar Bid
- Réalisation : Ernest C. Warde
- Scénario : Thomas J. Geraghty (en) d'après le roman Toby de Credo Fitch Harris (en)
- Photographie : Charles J. Stumar
- Pays d'origine : États-Unis
- Format : Noir et blanc - 1,33:1 - Film muet
- Genre : drame
- Durée : 50 minutes
- Date de sortie : 1918

## Distribution
- J. Warren Kerrigan : Toby
- Lois Wilson : Virginia Dare
- Joseph J. Dowling : Colonel Poindexter Dare
- Leatrice Joy : Emily Dare
- Arthur Allardt (en) : Ralph Patterson
- John Gilbert